# Vincent Crapanzano
Vincent Crapanzano (* 15. April 1939 in Glen Ridge, New Jersey) ist Professor für Anthropologie und Literaturwissenschaften am Graduiertenkolleg der City University of New York. Er lebt mit seiner Frau Jane Kramer in Paris und New York.

## Forschung
Seine Interessen konzentrieren sich auf die Epistemologie der Deutung und Artikulation von Erfahrung, symbolische und interpretative Anthropologie, Ethno-Psychologie, die Beziehung zwischen Anthropologie und Literatur, sowie Theorien der Interpretation. Er hat unter anderem bei den Navajo-Indianern in Arizona geforscht. Bei den Mitgliedern einer islamischen Sufi-Bruderschaft, den Hamadscha im Norden Marokkos erstellte er eine ethnopsychiatrische Studie über den Besessenheitsgeist Aisha Qandisha. Während der Ära der Apartheid forschte er bei weißen Südafrikanern und später auch bei christlichen Fundamentalisten und Konservativen in den Vereinigten Staaten.
Vincent Crapanzano ist einer der zeitgenössischen, postmodernen Anthropologen, die behaupten, dass es keine Objektivität in der kulturellen Analyse geben könne. Er argumentiert, dass Ethnographen dazu neigen würden, das, was sie glauben, dass die von ihnen untersuchten Menschen denken, mit dem zu vermischen, was diese Menschen tatsächlich denken. Dieser Fehler resultiere aus dem Versuch des jeweiligen Autors, seine Autorität durch die Schlüssigkeit seines Textes auf Kosten der Genauigkeit aufrechtzuerhalten.
Wenn ein Autor nicht zwischen seiner eigenen Ansicht und den Ansichten der Menschen unterscheide, die er beschreibt, würden Leser dazu neigen, zu vergessen, dass die Stimme des Autors die einzige ist, die sie vernehmen und dass der Text eine objektive Wirklichkeit ohne irgendeine Deutung des Autors übermittle.
Eine weitere Annahme Crapanzanos ist es, dass Anthropologen dazu tendieren, auf der Grundlage von Einzelfällen auf die Konstitution der gesamten Bevölkerung einer bestimmten Gesellschaft zu schließen. Crapanzano befindet, dass diese Art der Verallgemeinerung eine konventionelle Haltung von Anthropologen im Bezug auf ihre Forschungssubjekte aufdecke. Sie würden dazu neigen, sich von der Bevölkerung abzugrenzen, die sie studieren und würden es zurückweisen, die Leute als gleichwertige bzw. gleichartige Individuen zu sehen.
Das zugrundeliegende Konzept der Arbeiten Crapanzanos ist, dass Anthropologen Bedeutungen konstruieren, indem sie ethnographisch schreiben. Obgleich ethnographische Daten selbst stumm sind, ist der Akt des Schreibens sowohl eine literarische Konstruktion des Autors, als auch eine Konstruktion seiner selbst als Autor.
Um diese Zusammenhänge aufzudecken, nimmt Crapanzano rhetorische Mittel in ethnographischen Texten auseinander und untersucht sie. Die Methode für diese Art von kritischer Analyse wird (literarische) Dekonstruktion genannt. Sie soll Auslegungen und versteckte Vorurteile (engl. bias) aufdecken, die Autoren im Zuge der Rechtfertigung ihrer Autorität an den Tag legen und soll die zugrundeliegende Hierarchien in der Informationsübermittlung ermitteln. Das Verfahren der literarischen Dekonstruktion, das in der postmoderne Anthropologie eine große Rolle spielt, soll Anthropologen herausfordern, gegenüber ihren eigenen unbewussten Annahmen sensibler zu werden.

## Werke
- The Fifth World of Foster Bennett: A Portrait of a Navaho. Viking Press, New York 1972; Bison Books Edition 2003
- The Hamadsha. A Study in Moroccan Ethnopsychiatry. University of California Press, Berkeley 1973 (Online-Teilansicht bei Google books)
- Tuhami: A Portrait of a Moroccan. University Of Chicago Press, Chicago/London 1980
- Waiting: the Whites of South Africa. Random House, New York 1985
- Hermes' Dilemma & Hamlet's Desire: On the Epistemology of Interpretation. Harvard College, Harvard 1992
- Serving the Word: Literalism in America from the Pulpit to the Bench. The New Press, New York 2000

Auf Deutsch erschienen
- Die Ḥamadša. Eine ethnopsychiatrische Untersuchung in Marokko, mit einem Vorwort von Paul Parin. Klett-Cotta, Stuttgart 1981, ISBN 3-12-931610-8
- Tuhami. Klett-Cotta, Stuttgart 1983

Als Herausgeber
- Mit Vivian Garrison (Hrsg.): Case Studies in Spirit Possession. (= Contemporary Religious Movements: A Wiley-Interscience Series) John Wiley & Sons, New York 1977